# Cyril Olsson
Rolf Cyril Olsson, född 26 september 1922 i Öckerö församling i Göteborgs och Bohus län, död 24 maj 2007 i Maria Magdalena församling i Stockholm, var en svensk politiker som var Folkpartiets partisekreterare mellan 1964 och 1967. Han växte upp på Källö-Knippla i Göteborgs norra skärgård.